# 드렉셀 대학교
드렉셀 대학교(Drexel University)는 미국 필라델피아 근교 유니버시티 시티에 위치한 사립대학교이다. 1891년 앤서니 J. 드렉셀에 의해서 설립되었다. 연구 활동의 평가 기준에서 카네기 고등 교육 기관 분류에 따라 R1 박사 과정 연구 대학으로 분류된다. 80개의 학사, 100개의 석사, 박사 과정이 있으며 학사나 석사 과정 중 18개월간 정규 취업을 통한 현장 실습(Co-op) 프로그램을 제공한다. 

## 역사
1891년 필라델피아의 은행가이자 자선사업가인 앤서니 J. 드렉셀(Anthony J. Drexel, 1826~1893)이 급속히 발전하는 산업사회에 필요한 인재를 양성하기 위해 설립한 드렉셀 예술·과학·산업학교(Drexel Institute of Art, Science and Industry)로 출발했다. 1914년 4개 단과대학 18개 학과로 개편하면서 학사학위를 수여하기 시작했고, 1927년 펜실베이니아 주정부의 승인을 얻어 과학 석사학위를 수여했다. 1936년 드렉셀 공과대학(Drexel Institute of Technology)으로 교명을 변경하였다가 1970년에 드렉셀 공과대학이 종합대학으로 승격하면서 현재의 교명으로 바뀌었다. 1997년 교육대학을 신설했다. 2002년에는 하네만의과대학(MCP Hahnemann University)을 합병, 드렉셀 의과대학, 드렉셀 간호·보건직업대학으로 개칭, 포함하였다.

## 학문
의학, 공학, 경영학 분야에서 강세를 보인다. 
2018년도 포브스에서 선정한 STEM 교육 분야 미국 대학교 상위 25위 안에 랭크되었다.
드렉셀 의대는 미국에서도 지원자가 가장 많이 몰리는 학교이다. 공대는 미국 사립대학 중에서 학생수가 3번째로 학생 수가 많고, 전통적으로 수준급의 공학도들을 배출해내고 있다.
또 최근에는 디자인 계통에도 투자를 하고 있는 추세이다. 댄 브라운의 천사와 악마에 나온 일루미나티 앰비그램의 디자이너인 존 랭던 (John Langdon)이 드렉셀 대학교의 Westphal College of Media Arts & Design 에 교수로 재직하였다.
학제는 4학기제이고, 학부 과정은 학기를 나눠 최대 6학기, 1년 반의 현장 경험 (Co-op)을 쌓고 나가는 것이 일반적이다.
서울대학교, 한양대학교, KAIST와 교환학생 프로그램이 있다.

## 주요 동문
- 폴 배런 : 학사. 인터넷의 창시자 중 한 명. 패킷 교환(Packet switching) 방식의 공동 발명가.
- 린 빈 : 석사. 샤오미사의 창시자.
- 마이클 베히 : 학사. 리하이 대학교 생화학 교수.
- 알라산 우아타라 : 학사. 코트디부아르의 대통령.
- 마이클 바움 : 학사. 스플렁크사의 창시자, CEO.
- 노만 조셉 우드랜드 : 학사. 바코드 기술의 발명가.
- 버나드 실버 : 학사. 바코드 기술의 공동 개발자.
- 베넷 르보 : 학사. 기업가. 전 웨스턴 유니온의 소유주.
- 존 그루버 : 학사. 마크다운의 창시자.
- 알리아 사버 : 석사. 전 건국대학교 교수.
- 렉스 프리드먼 : 박사. 미국 매사추세츠 공과대학교(MIT) 연구 과학자.
- 조지 캠벨 주니어 : 전 쿠퍼 유니언 총장.
- 캐서린 맥나마라 : 학사. 영화배우.
- 강영복 : 박사. George Fox University, Biomedical Engineering 조교수.
- 김병철 : 석사. 기업인.
- 차인혁 : 석사. CJ그룹 부사장.
- 간호섭 : 석사. 홍익대 섬유미술·패션디자인과 교수, 한국패션비즈니스학회 회장.
- 박재옥 : 박사. 한양대 명예교수, 전 한양대 디자인경영센터 센터장, 전 한국의류학회장.
- 서상기 : 박사. 정치인, 과학기술인.
- 최은주 : 석사. 경기대 문헌정보학과 명예교수, 전 도서관정보정책위원회 위원장, 한국도서관협회 국제협력위원회 위원장.
- 조원철 : 박사. 연세대 공과대 토목환경공학과 교수.
- 박성준 : MBA. 가천대학교 경영학과 교수.
- 우석민 : MBA. 명문제약 회장.

## 갤러리

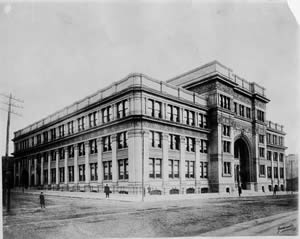
1891년에 세워진 본관
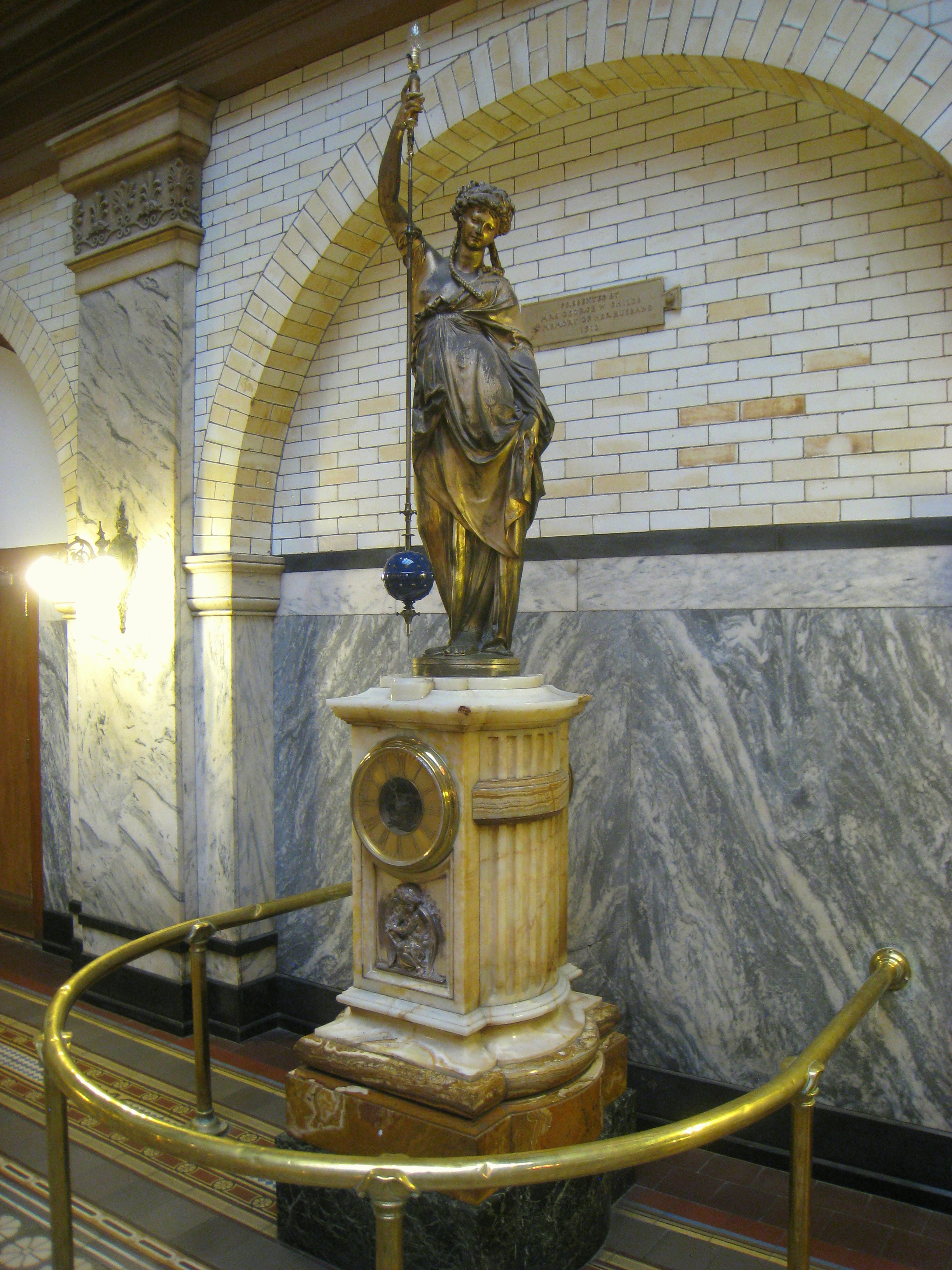
Albert-Ernest Belleuse가 조각하고 Eugène Farcot가 원추를 만든 기념비적인 시계 1912년에 대학교에 기부함
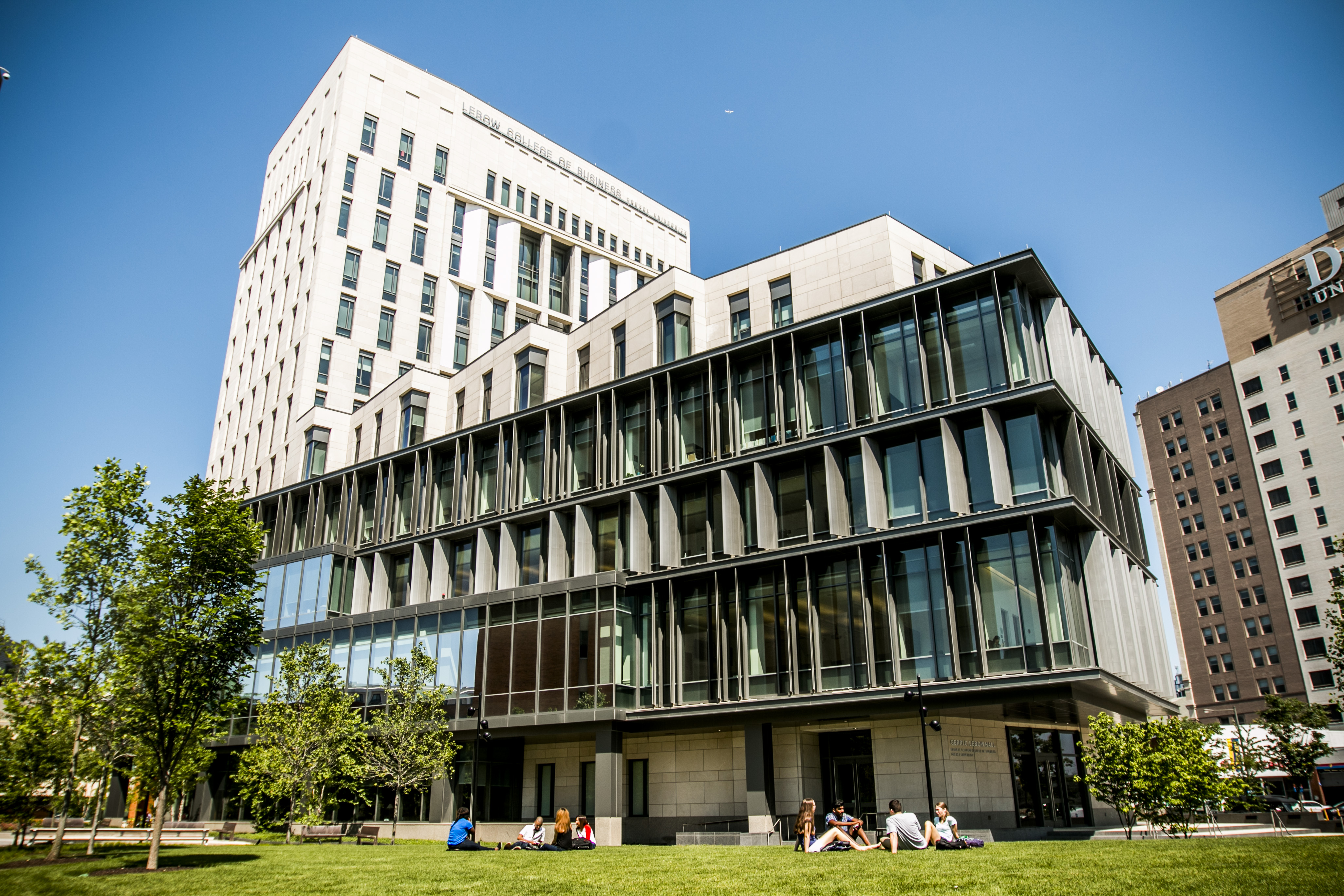
LeBow College of Business
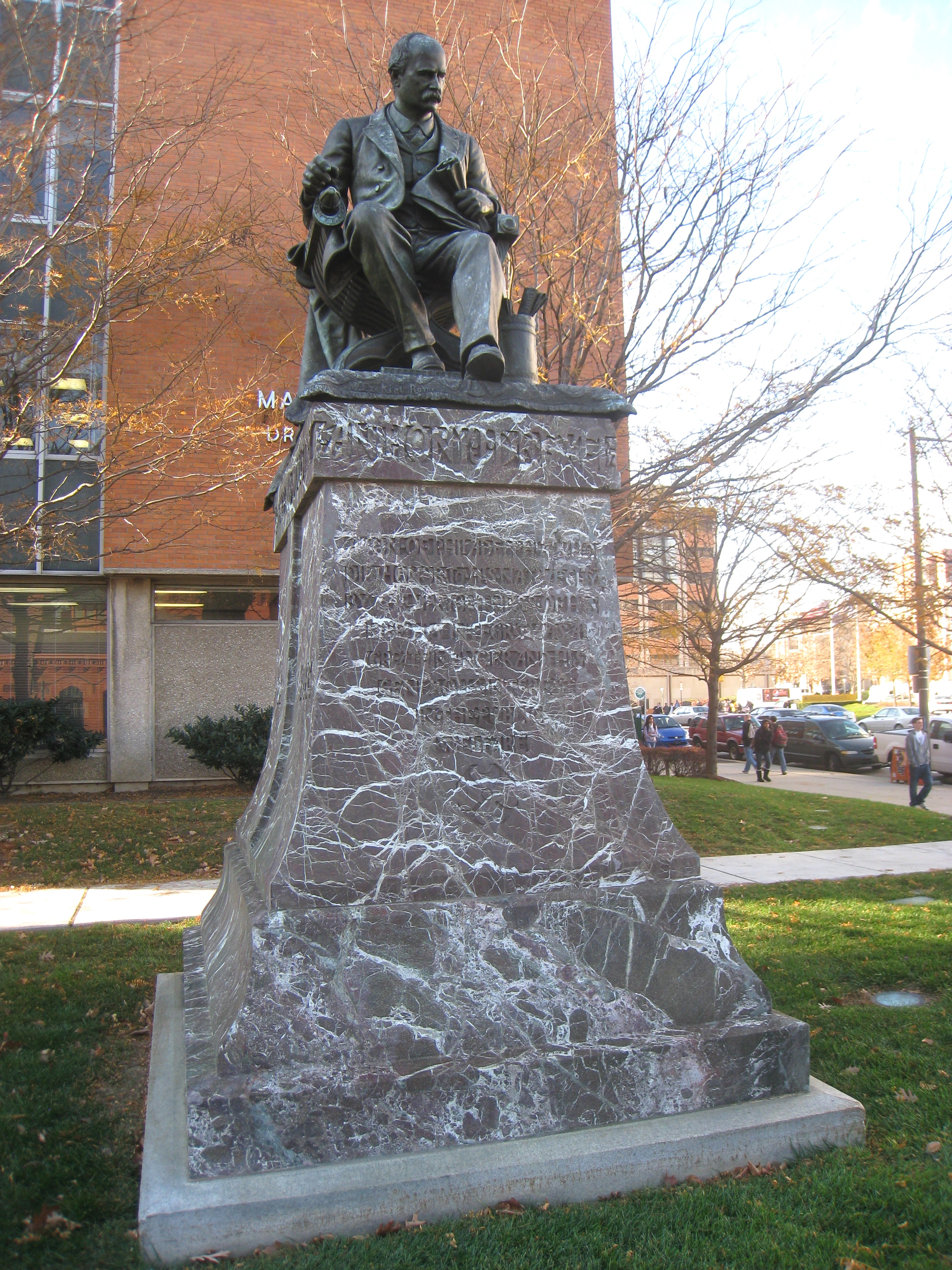
캠퍼스 내 앤서니 J. 드렉셀 동상
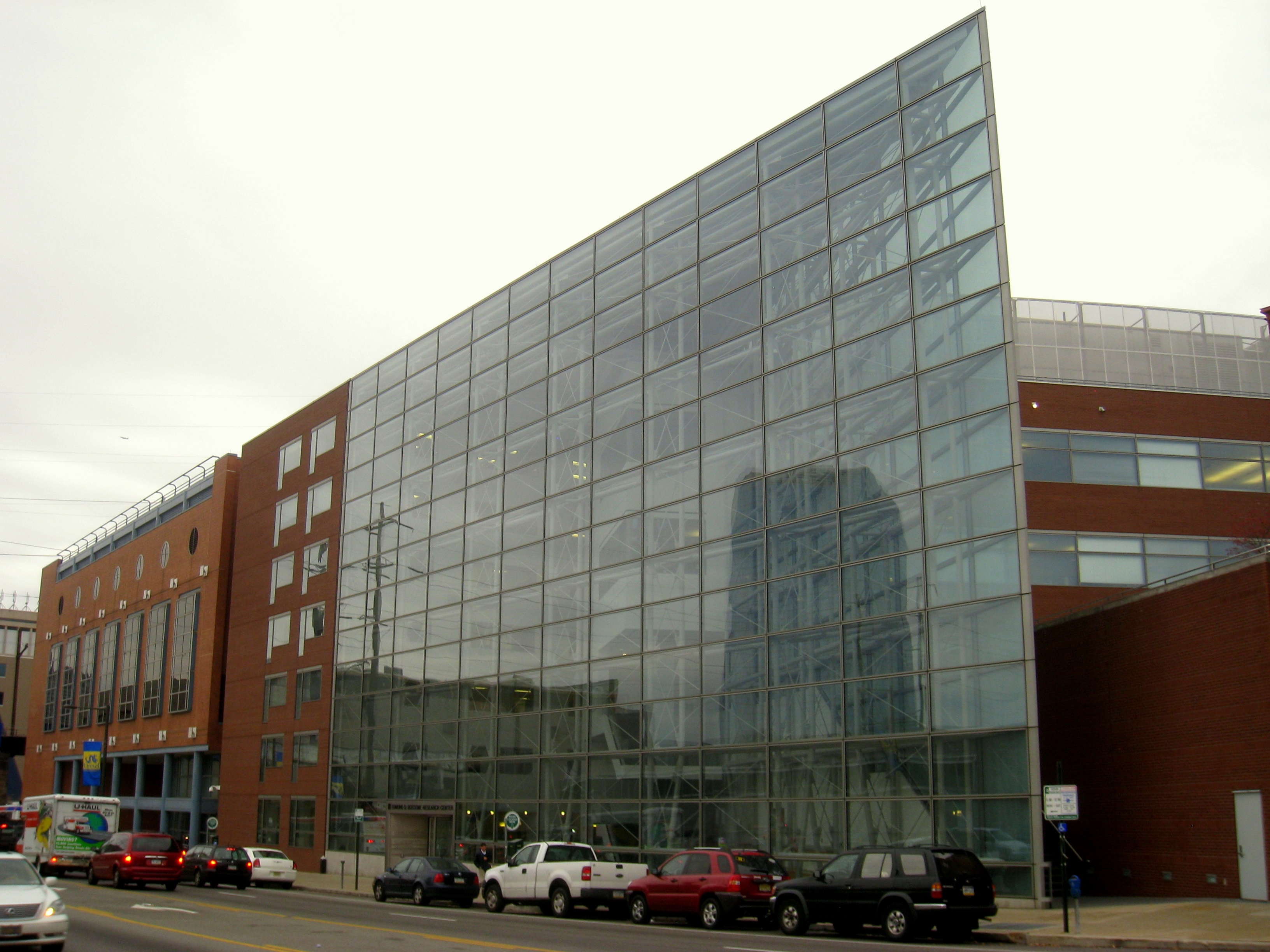
에드먼드 D.Bossone 연구 센터
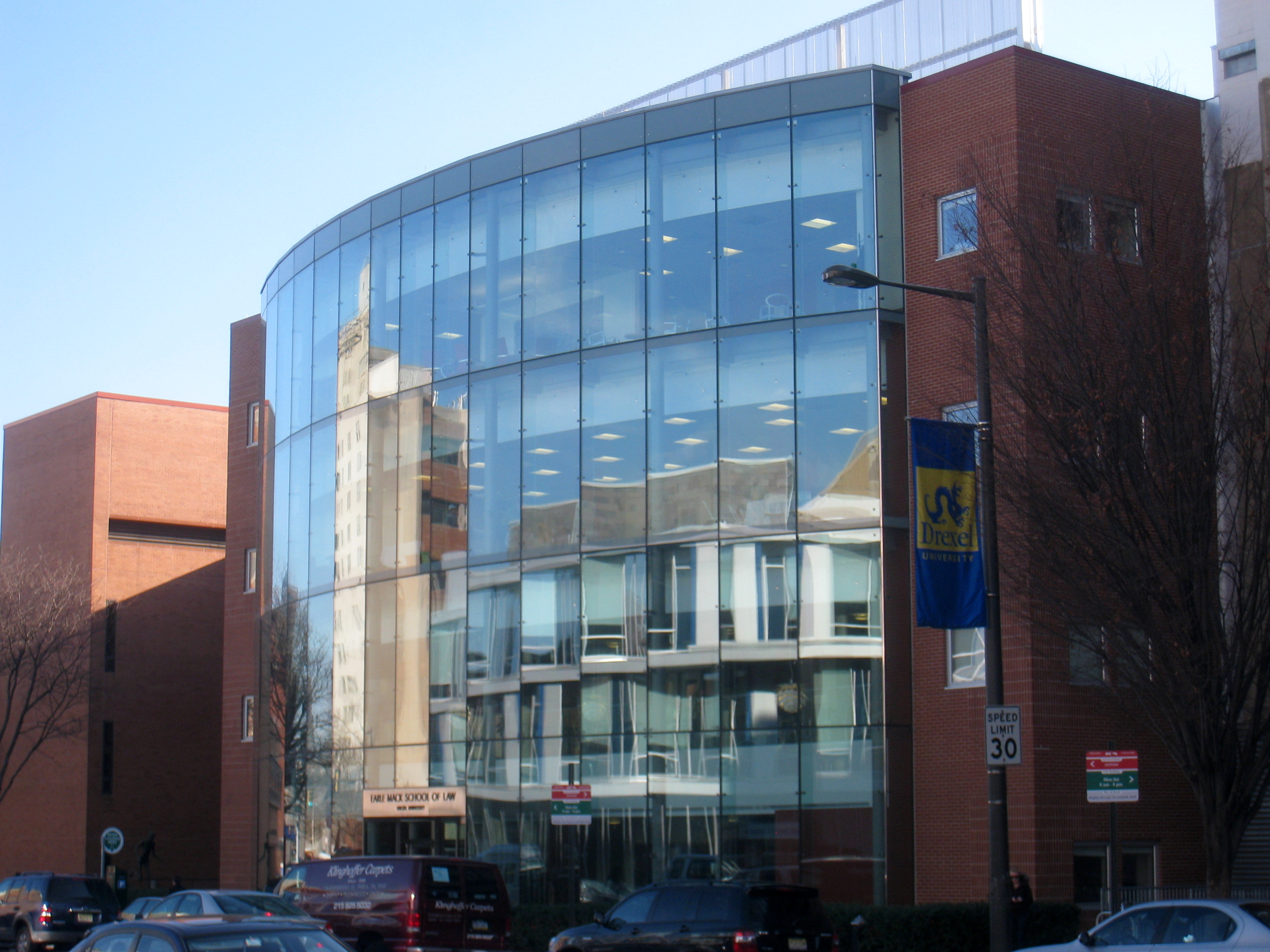
Thomas R. Kline School of Law
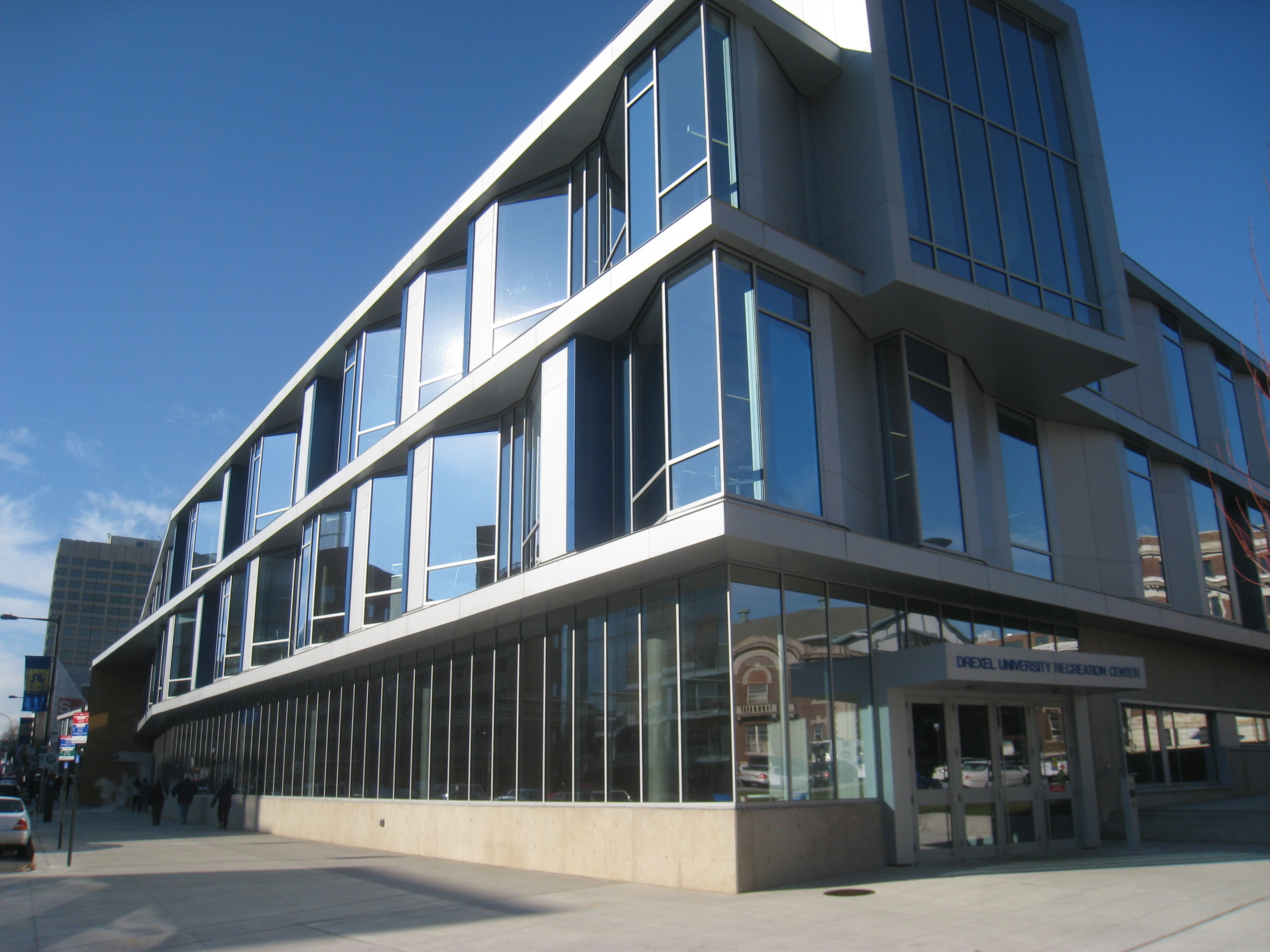
Drexel Recreation Center
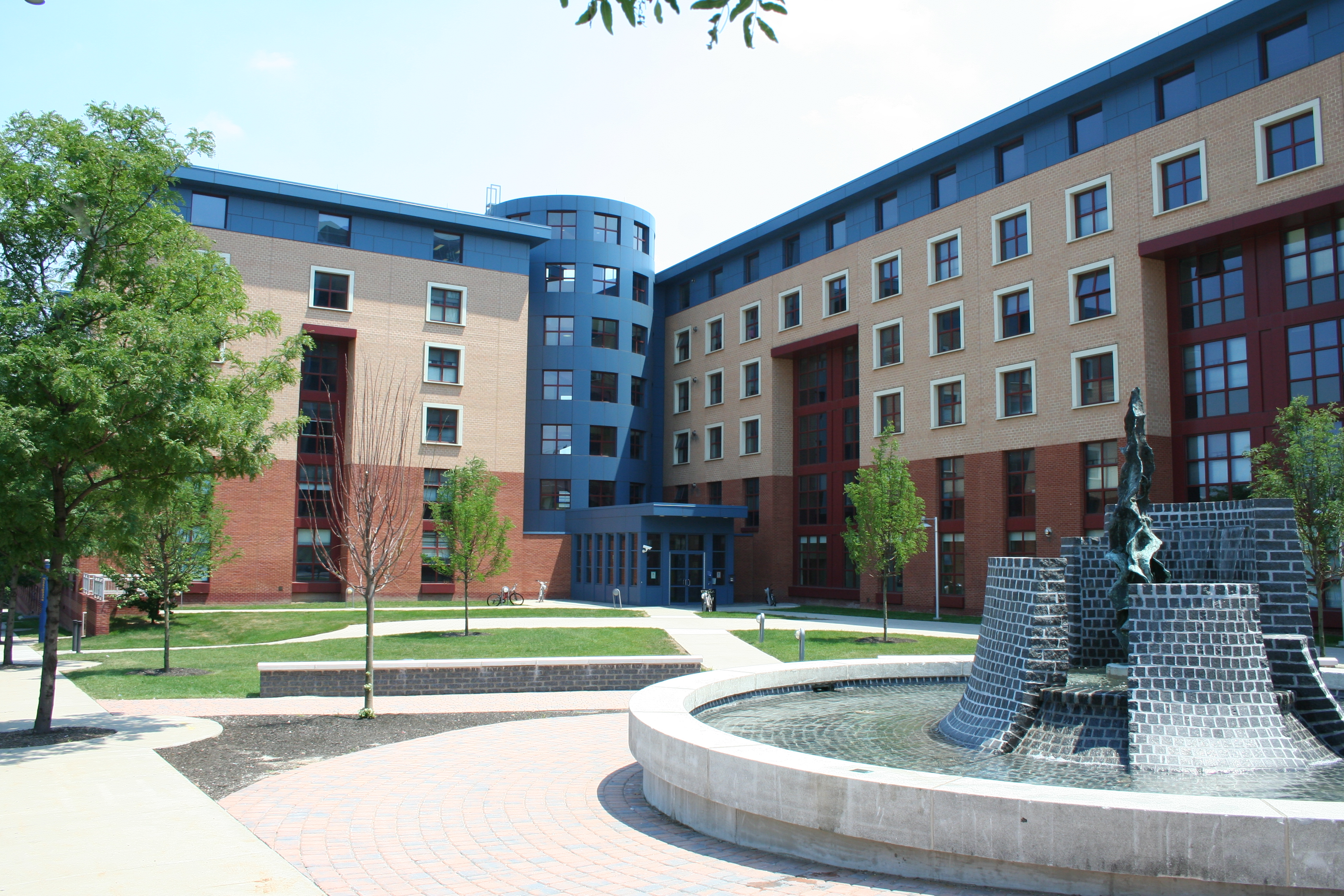
건축가 마이클 그레이브스 작품 노스 홀
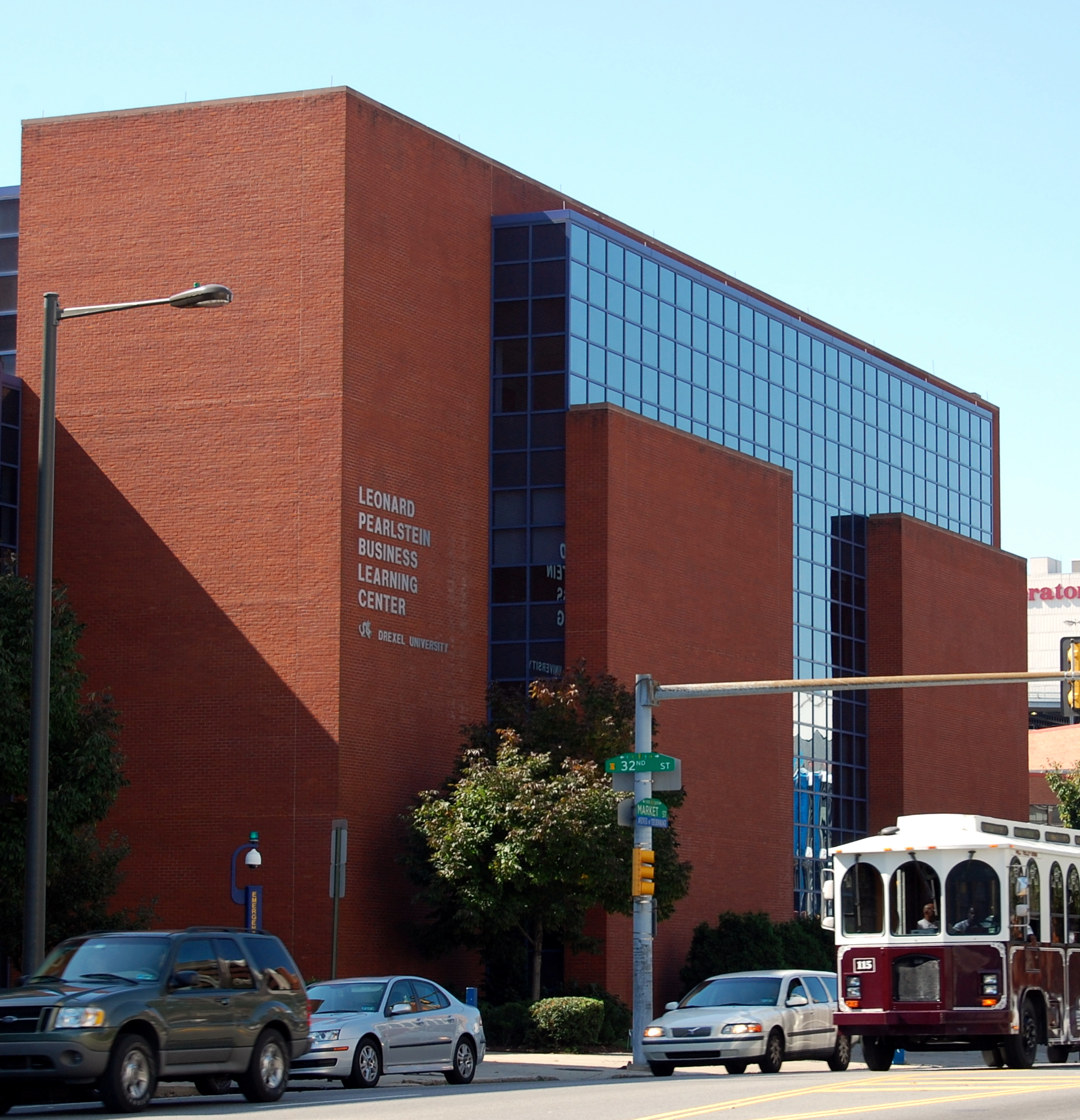
Leonard Pearlstein Business Learning Center
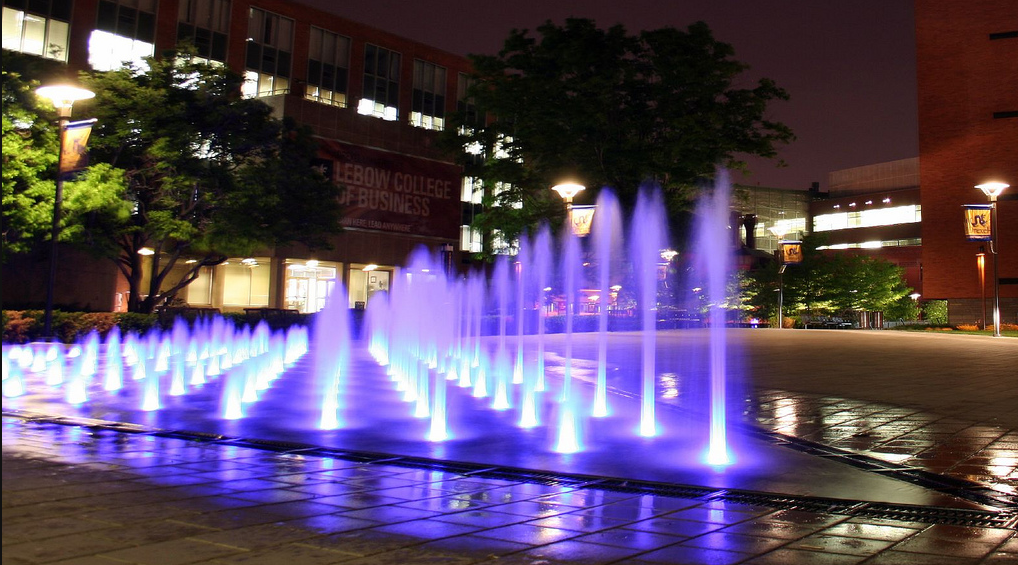
Main Campus fountain
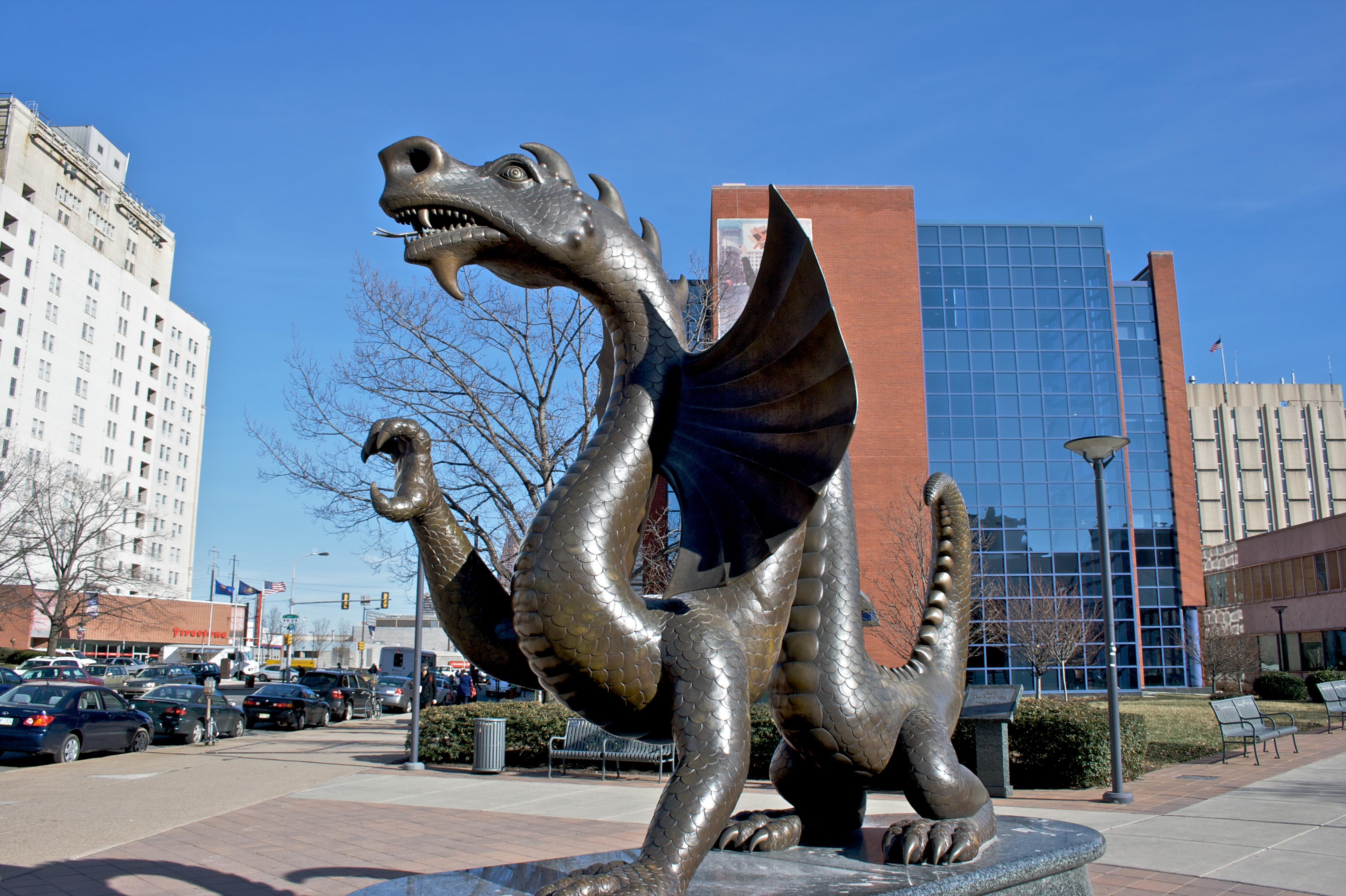
드렉셀 대학교의 마스코트 마리오
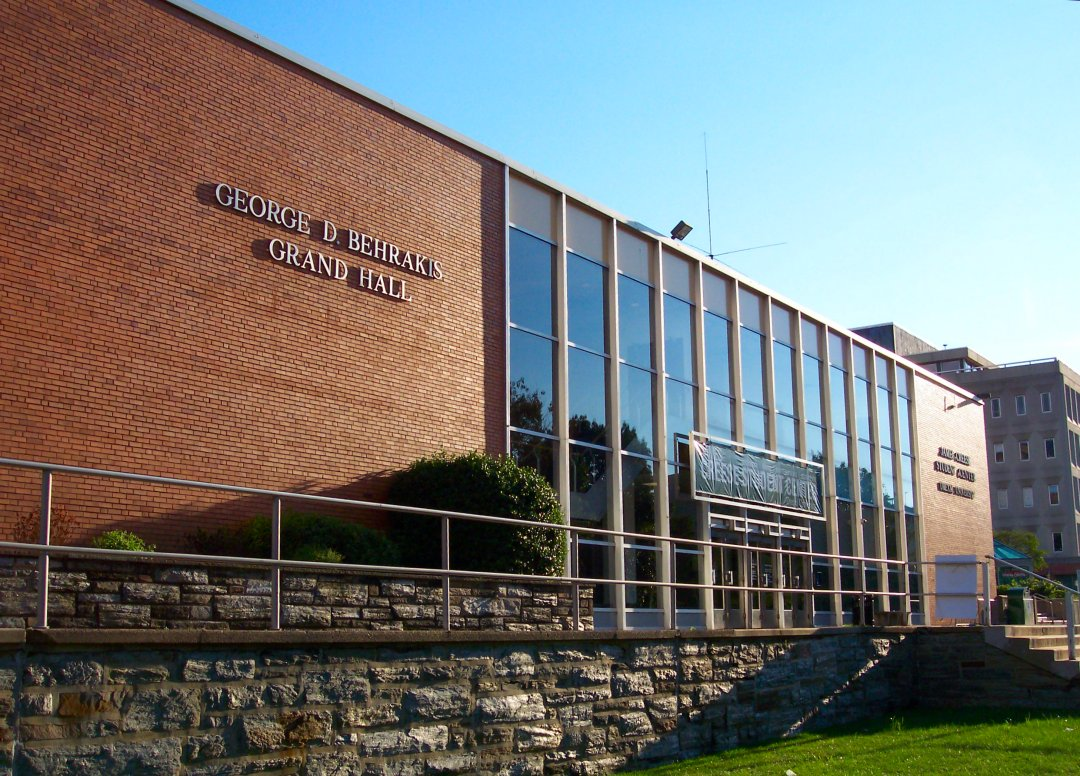
Drexel Creese Student Center
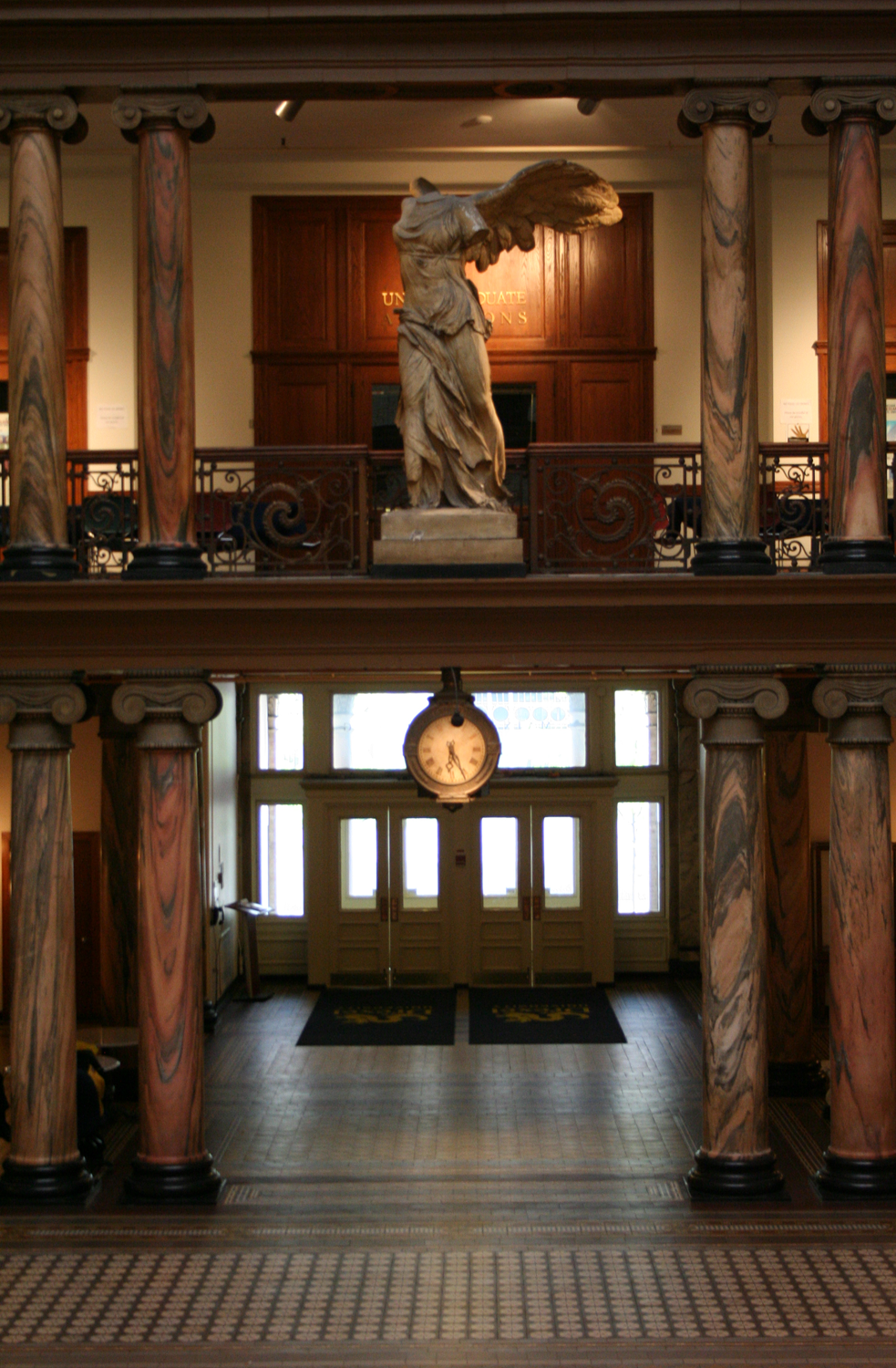
본관 내부
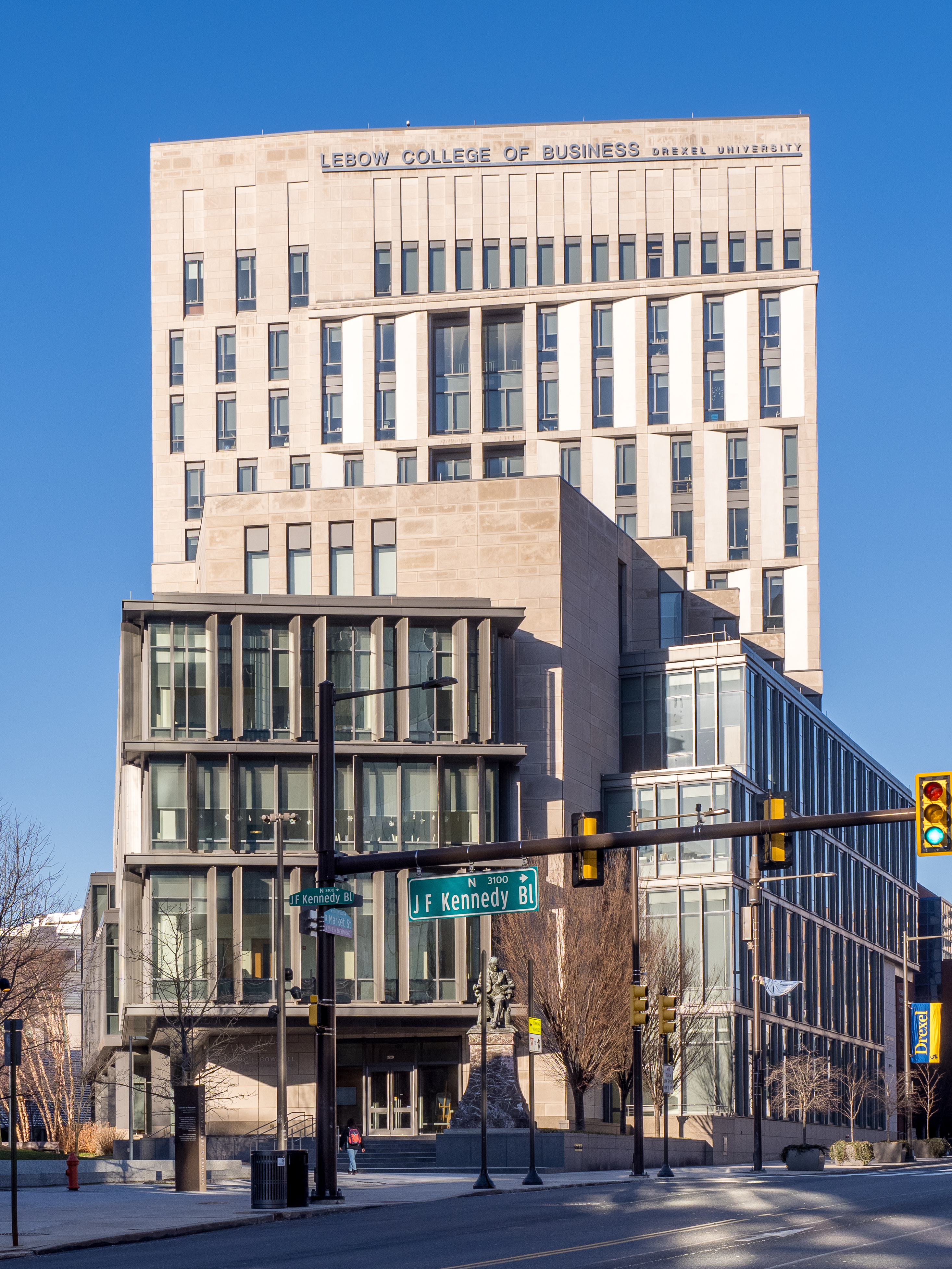
르보 경영대 건물
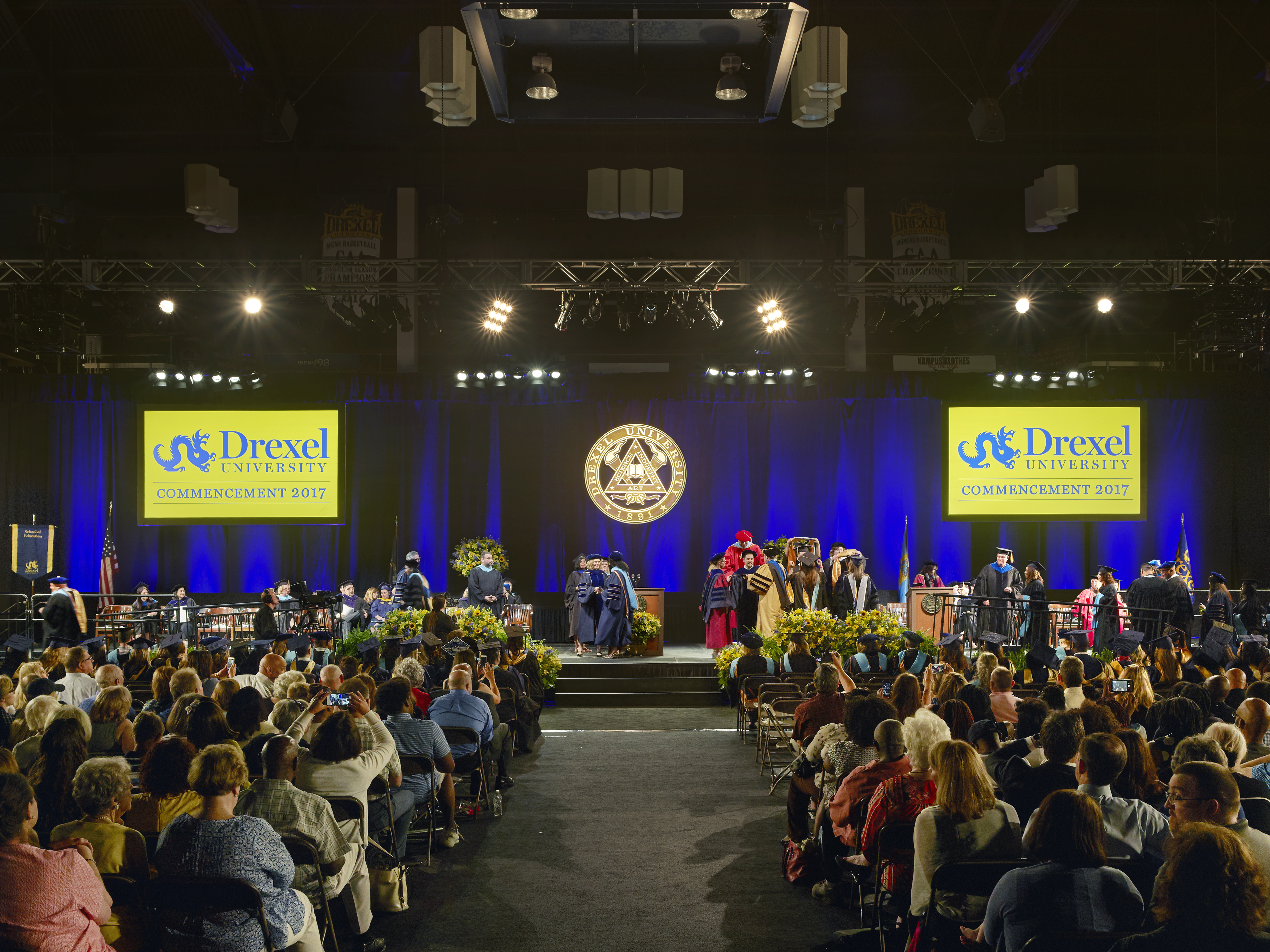
졸업식장

## 같이 보기
- 사립기술대학협회